# Manifeste de l'UNESCO sur la bibliothèque publique
Le Manifeste de l'UNESCO pour la Bibliothèque publique est un document de l'UNESCO, adopté à Paris le 29 novembre 1994, proclamant l'adhésion de l'UNESCO avec l'opinion que les bibliothèques publiques sont des institutions essentielles pour la promotion de la paix et le bien-être spirituel de l'humanité.

## Histoire
Le document original a été proclamé en 1949,. La version actuelle a été adoptée et proclamée lors de la réunion du Conseil du PGI de l'UNESCO en 1994; Le manifeste a été élaboré avec la participation de la section des bibliothèques publiques de la Fédération internationale des associations et institutions de bibliothèques. Elle a d'ailleurs eu droit à une nouvelle version le 16 septembre 2022.

## Principes manifestes
Reconnaissant que la bibliothèque publique est un centre local de la culture, le Manifeste énumère certaines exigences pour la mise en œuvre et l'entretien des bibliothèques.

### Implantation
Doit être la responsabilité des gouvernements locaux ou nationaux.

## Le bâtiment
Doit être bien situé, en principe, dans son propre bâtiment.

### Législation
Soutenu par une législation spécifique adapté en fonction des besoins locaux ou régionaux.

### Intégration
Propose que les gouvernements et la société renforcent les réseaux d'intégration afin de soutenir les bibliothèques, comme, au Portugal, pour le Réseau National des Bibliothèques Publiques ou au Brésil avec le Système National des Bibliothèques Publiques.

### Professionnalisation
Le personnel de la bibliothèque doit disposer du cadre indispensable à une formation professionnelle continue.

### Collections
Les collections ne doivent pas seulement se construire en fonction des politiques ou de la tendance du moment, mais cherchent aussi  à équilibrer le traditionnel et le moderne afin d'inclure tous les groupes de la population concernée. Des adaptations doivent être faites en conformité avec les différents besoins des communautés dans les zones rurales et urbaines.